# Носен секрет
Носен или носов секрет, още носна слуз или носно изтечение (разговорно сопол), представлява телесен продукт, който се образува в носа. Той се отделя под формата на слуз от жлезите на носовата лигавица, има антисептични свойства и служи за овлажняване на въздуха и предпазване от попадането на прашинки в белите дробове. Секрецията на носната слуз е непрекъсната, но тъй като носната кухина е свързана с хранопровода, тя обикновено се поглъща несъзнателно.
Тъй като улавянето на външни частици е една от основните функции на носа, наличието на носен секрет е индикатор за добре функциониращ нос, за разлика от ринита, при който се отделя секрет от носа непрекъснато.

## Образуване
Лигавицата в носната кухина непрекъснато произвежда влажна слуз (около 1 – 1,5 литра на ден), която покрива кухината и премахва праха и патогените от въздуха, който преминава през нея. Ресничките, които облицоват кухината, спомагат за придвижването на слузта надолу по носната кухина до фаринкса, където тя, в по-голямата си част бива несъзнателно погълната. Въпреки това, не всичката слуз остава достатъчно течна, за да се движи по ресничките. Колкото по-близо е слузта до отвора на ноздрата, толкова повече влага губи от външния въздух и толкова по-вероятно е да изсъхне и да се залепи към кухината. След като изсъхне, слузта обикновено предизвиква усещане за дразнене и сърбеж, което води до желание за премахването ѝ. Други причини за премахване на слузта могат да бъдат нарушено дишане през носа и опасения, че тя може да бъде видима за другите в отворите на ноздрата.
Производството на слуз може да се увеличи при настинка, алергия или когато носът е студен или замръзва. При ниски температури на въздуха отделянето на слуз в носа започва да се ускорява, с цел компенсиране ниската му влажност и поддържане на носната тъкан хидратирана. Това може да доведе до образуването на големи и тежки капки, падащи от ноздрите.
Прекомерната секреция на слуз, придружена от възпаление на лигавицата на носната кухина, се нарича хрема и много често води до запушване на носа. При обилно възпроизводство на носни изтечения, по-голяма част от секрета започва да се стича по задната стена на носоглътката.
Една от причините за течащ нос, която няма нищо общо с инфекция, алергия или друго медицинско състояние, е плачът. При плач слъзните жлези под клепачите започват да произвеждат сълзи. Някои от тях започват да се спускат по бузите, но други се оттичат по слъзните канали във вътрешните ъгли на очите, а от там се насочват към носната кухина, където се смесват с носната слуз. Когато отделянето на сълзи се преустанови, носът също спира да тече.

## Характеристики
Основните компоненти на носния секрет са вода, неорганични соли, мазнини, протеини, адсорбиран прах и полени, въздушни химикали и малко количество захар и паднали лигавични клетки. Той може да бъде сух или влажен, а цветът му обикновено е бял или жълт и може да бъде от полза за диагностициране на определени заболявания.
Първоначално носния секрет е безцветен и прозрачен, но може да бъде оцветен от примеси, както и от бактерии, намиращи се в носната кухина. Staphylococcus aureus например придава жълт, а Pseudomonas aeruginosa – зеленикав цвят на всички видове телесни течности, с които се смесва. При настинка носните изтечения стават гъсти и пожълтяват, което е в резултат на мъртвите остатъците от левкоцитите, борещи се с вируса на настинката. Същите стават тъмнозелени, ако е налице бактериална инфекция. При нея бактериите се размножават в носната кухина и имунният отговор причинява подуване на носната лигавица, водещ до запушване на носа. При пушачите, димът от цигарите може да доведе до допълнително оцветяване на носния секрет. Също така, той може да стане червен, кафяв и дори черен, при наличие на леко кървене в носа.
Учени от Британския институт в Бостън са установили, че 5% от 3 хил. доброволци имат други необичайни оцветявания на носния секрет. Изследователският екип обясни, че този резултат може да бъде причинен от мутация на индивидуалната човешка имунна система и да се дължи на еволюцията на различни бактерии и вируси.
Дори в присъствието на някакъв вид инфекция, носния секрет може да остане безцветен.

## Премахване
Наличието на носни изтечения в носа и гърлото е нормално, но увеличаването на количеството ще повлияе на комфортното дишане, а може също така да доведе и до главоболие. Това изисква премахването им, чрез почистване на носа, издухване или плюене, ако слузта е образувала храчка в задната част на гърлото.

### Бъркане в носа
Много хора смятат, че бъркането в носа е проява на лош вкус, особено ако се намираме на обществено място. От ранна детска възраст родителите се опитват да откажат децата си от този навик, което в един по-късен етап води до зараждане на чувство на отвращение, поглеждайки към човек, чийто пръст е в носа. Въпреки това, бъркането в носа е изключително разпространен навик („ринотилексомания“) и някои проучвания показват, че е почти универсален – много от хората „чоплят“ носа си средно около четири пъти на ден. Според изследване от 1995 г. в САЩ, бъркането в носа се прави „с намерението да се премахнат изсъхналите секрети от носа“, като 91% от анкетираните са заявили, че все още го правят. Също така, един на 100 души признава, че прекарва средно между 1 – 2 часа на ден в извършване на тази дейност, или всеки път в продължение на 15 до 30 минути.
Премахването на изсъхналия носен секрет с пръст не оказва ефект върху обонянието, понеже пръстът не може да достигне до горната част на носната кухина, където са разположени обонятелните нерви. Въпреки това, бъркането в носа с мръсни пръсти или нокти може да доведе до увеличаване на разнообразието на носната флора и по този начин да причини инфекция, заболяване или случайни кръвотечения от носа.
Понякога е възможно носния секрет да е засъхнал върху част от окосмяването в носа и премахването му да бъде болезнено.
Не само хората си бъркат в носа, маймуните също го правят.

### Издухване
При увеличено възпроизводство на слуз, е необходимо тя да бъде изчистена чрез издухване на носа. Това може да стане, чрез принудително силно издишване на въздух, както и в комбинация с притискане на носа с пръсти или с кърпа. При това е възможно да бъдат изхвърлени и косми от него. Прекомерното издухване може да увреди лигавицата на носа и да доведе до кървене.
Повечето експерти препоръчват използването на хартиена кърпа вместо пръсти, тъй като отстраняването на носните изтечения с пръсти може да причини различни назални инфекции.

## Лечение
Понякога за изчистването на носните изтечения е необходимо да се използват различни медикаменти, като антиконгестанти, антихистамини и др.
Съществуват специални лекарства, като капки за нос, които свиват съдовете на кавернозната тъкан на средната и долната обвивка на носната кухина, като по този начин помагат да се диша по-лесно. Тъй като те не лекуват напълно хремата е препоръчително лечението да продължи с други средства.

### Промивка на носа
Промиването на носа е лична хигиенна практика, при която носната кухина се измива, както за да се изчисти слузта и остатъците от носа и околоносните синуси, така и да се подобри дишането. То е стара йогистка техника от Индия, при която преварена или солена вода се излива през едната ноздра и се оставя да се оттича през другата.
Промивката може да бъде ефективна терапия за облекчаване на симптомите както на хроничен синузит, така и на остър синузит причинен от инфекции на горните дихателни пътища, като обикновена настинка. Методът може да бъде полезен и за успокояване на възпалената тъкан на носната кухина и временно да облекчи симптомите, свързани с алергичния ринит.
За целта на пазара се предлагат различни устройства, като назални спрейове и пулверизатори, специални бутилки, спринцовки, „Нети саксии“, както и напоителни машинки с електрически помпи.

## Поглъщане
Актът на поставяне на пръст в отвора на носа и отстраняване на носния секрет с последващото му поглъщане е естествен, вроден навик при малките деца. Въпреки това, подобно действие е осъдено в повечето култури, като обществата се опитват да предотвратят развитието на навика и да го прекъснат, ако вече е установен. Поради тази причина той е източник на подигравки и развлечения в медиите.
Въпреки че в повечето култури поглъщането на носния секрет се счита за неприемливо, различни проучвания показват терапевтични ползи от това за човешкото тяло. Носната слуз е част от телесните ни течности и ние я поглъщаме несъзнателно по всяко време на денонощието, включително и когато спим. В нея се съдържат вещества, които възпрепятстват развитието на кариес, пазят организма от остри респираторни инфекции и стомашни язви.
Според Стефан Гейтс, британски телевизионен водещ и писател, 44% от хората, които той е разпитал, са казали, че са яли собствената си изсъхнала носна слуз в ранна възраст. Тъй като слузта филтрира замърсителите във въздуха, поглъщането ѝ по-скоро се смята за нездравословно, но според Гейтс „нашето тяло е изградено да консумира сополи“, тъй като носната слуз обикновено се поглъща, след като е била преместена навътре към гърлото от движението на ресничките в носната лигавица.
Според Фридрих Бишингер, австрийски лекар, специализиран в областта на белите дробове, поглъщането на носния секрет може да води до естествено подобряване на имунната система. Слузта съдържа „коктейл от антисептични ензими, които убиват или отслабват много от бактериите, които се заплитат в нея“, така че повторното въвеждане на „осакатените“ микроорганизми „може да даде възможност на имунната система да произвежда антитела с относителна безопасност“.
Биохимикът Сток Напиър от Университета в Саскачеван посочва, че децата, които консумират назалната си слуз, независимо в течно или сухо състояние, могат да се развият по-добре от останалите. Назалната слуз съдържа полезни бактерии, които образуват бариера пред вредните микроорганизми и вируси. Ето защо е неправилно да се каже, че „сополите са отпадъци“. Според него това, че назалната слуз има сладникъв вкус, не е случайно, а вероятно е начин, по който тялото се опитва да подскаже, че тя може да се яде и крие нещо полезно. Напиър счита, че теорията му е част от по-голямата хипотеза за хигиената, която твърди, че „чистотата, която наблюдаваме в съвременните развити страни, всъщност съсипва имунната ни система и води до появата на алергии“. Колкото и странна да е тази теория, тя потвърждава предишни проучвания, които показват, че „прекалената хигиена води до масово развитие на алергии и автоимунни заболявания“. Според специалистите това се дължи на факта, че имунната система притежава „памет“ и пази „списък“ на всички микроби, с които се е сблъсквала. По този начин, веднъж срещнала определени микроби, тя си изгражда защита срещу тях и при повторна среща съумява моментално да освободи антитела, с които да ги унищожи.